# Hynobius abei
Hynobius abei – gatunek płaza ogoniastego z rodziny kątozębnych (Hynobiidae), występujący endemicznie w Japonii. Dorasta do 12,2 cm. Zasiedla lasy, gdzie żywi się bezkręgowcami. Rozmnaża się w listopadzie i grudniu, a do przeobrażenia dochodzi w czerwcu lub w lipcu. Jest gatunkiem zagrożonym w związku z bardzo małą populacją i obszarem zajmowanym oraz utratą siedlisk.

## Wygląd i informacje ogólne
Epitet gatunkowy pochodzi od nazwiska japońskiego zoologa Yoshio Abe.
H. abei osiąga rozmiary od 8,2 do 12,2 cm, wraz z ogonem (4,7–7,1 cm nie wliczając ogona). Tułów jest krótki i krępy, z widocznymi 11–13 bruzdami żeber. Kończyny dość krótkie, z pięcioma palcami u stóp. Ciało ma kolor czerwono-brązowy lub czarno-brązowy, z miejscowymi srebrnymi lub jasnoniebieskimi plamkami. Z wyglądu gatunek ten jest bardzo podobny do Hynobius nebulosus, H. takedai i H. hidamontanus. Jest gatunkiem diploidalnym z liczbą chromosomów 2n = 56.

## Zasięg występowania i siedliska
H. abei jest endemitem Japonii. Występuje na północy środkowej części wyspy Honsiu w prefekturach Hyōgo i Fukui. Znane jest mniej niż 20 lokalizacji, w których ów gatunek występuje i jego obszar występowania jest mocno poszatkowany. Zasiedla lasy bambusowe, lasy liściaste zrzucające liście na zimę, aktywny jest głównie nocą. Żywi się dżdżownicami, pająkami, ślimakami, owadami, a także wodnymi bezkręgowcami.

## Rozmnażanie i rozwój
Rozmnaża się w listopadzie i grudniu w zacienionych zbiornikach wodnych, w których temperatura wody jest stosunkowo stabilna przez cały rok. Dorosłe osobniki rozmnażają się w tym samym zbiorniku wodnym w każdym roku. W okresie godowym policzki samca puchną przez co jego głowa sprawia wrażenie trójkątnej. Samica składa od 26 do 109 jaj pod warstwą liści. Samiec następnie pilnuje skrzeku przez pewien okres. Nowo wyklute kijanki rozwijają się pod warstwą śniegu i szybko dojrzewają po jego stopnieniu. Do przeobrażenia dochodzi w czerwcu lub lipcu, sporadycznie w sierpniu. Młode osobniki dorosłe spędzają dalszą część życia nieopodal zbiornika wodnego, w którym się wykluły.

## Status
W Czerwonej księdze gatunków zagrożonych IUCN płaz ten od 2021 roku klasyfikowany jest jako gatunek zagrożony (EN, ang. Endangered); wcześniej, od 2004 roku uznawano go za gatunek krytycznie zagrożony (CR, ang. Critically Endangered), a od 1994 roku za gatunek zagrożony. Takie zaklasyfikowanie gatunku jest spowodowane poszatkowanym oraz bardzo małym łącznym obszarem zajmowanym (poniżej 500 km²) oraz utratą i degradacją siedlisk. Zagrażają mu urbanizacja, a także handel, jako że gatunek ten sprzedawany jest nielegalnie jako zwierzę domowe. W prefekturze Hyōgo gatunkowi temu wydzielono obszar chroniony w listopadzie 1998 roku, gdzie jest on prawnie chroniony. W prefekturze Kyoto H. abei jest pod całkowitą ochroną prawną jako pomnik przyrody.